# Kroonkring
Een kroonring is een constructie die om een lantaarnpaal wordt bevestigd. Het is een soort van kapstok met haakjes rondom. De haakjes zijn bestemd voor de plastic zakken met daarin het plastic voor recycling. Die zakken zijn speciale zakken verkrijgbaar op diverse locaties en de gemeenten. De afval zakken hebben aan weerszijden lussen waarmee ze aan die haken kunnen worden opgehangen.
Ze liggen dus niet opgestapeld bij iemands voordeur of op het voetpad, maar hangen aan een lantaarnpaal of aan een brievenbus van een woning. Waar de kroonringen hangen is verschillend. De kroonring aan brievenbus is voor de bewoner. De kroonring om de lantaarnpalen zijn voor de hele straat bestemd.
Veel gemeenten zijn niet van plan om iets te doen aan het opstapelen van veel zakken dicht bij woningen die er last van hebben dat afval voor hun deur als vervelend kan worden ervaren. De kroonringen zijn een prima oplossing. Ergonomisch verantwoord, omdat de ophaaldienst zonder bukken en oprapen.